# Heinrich Weiss (Politiker, 1893)

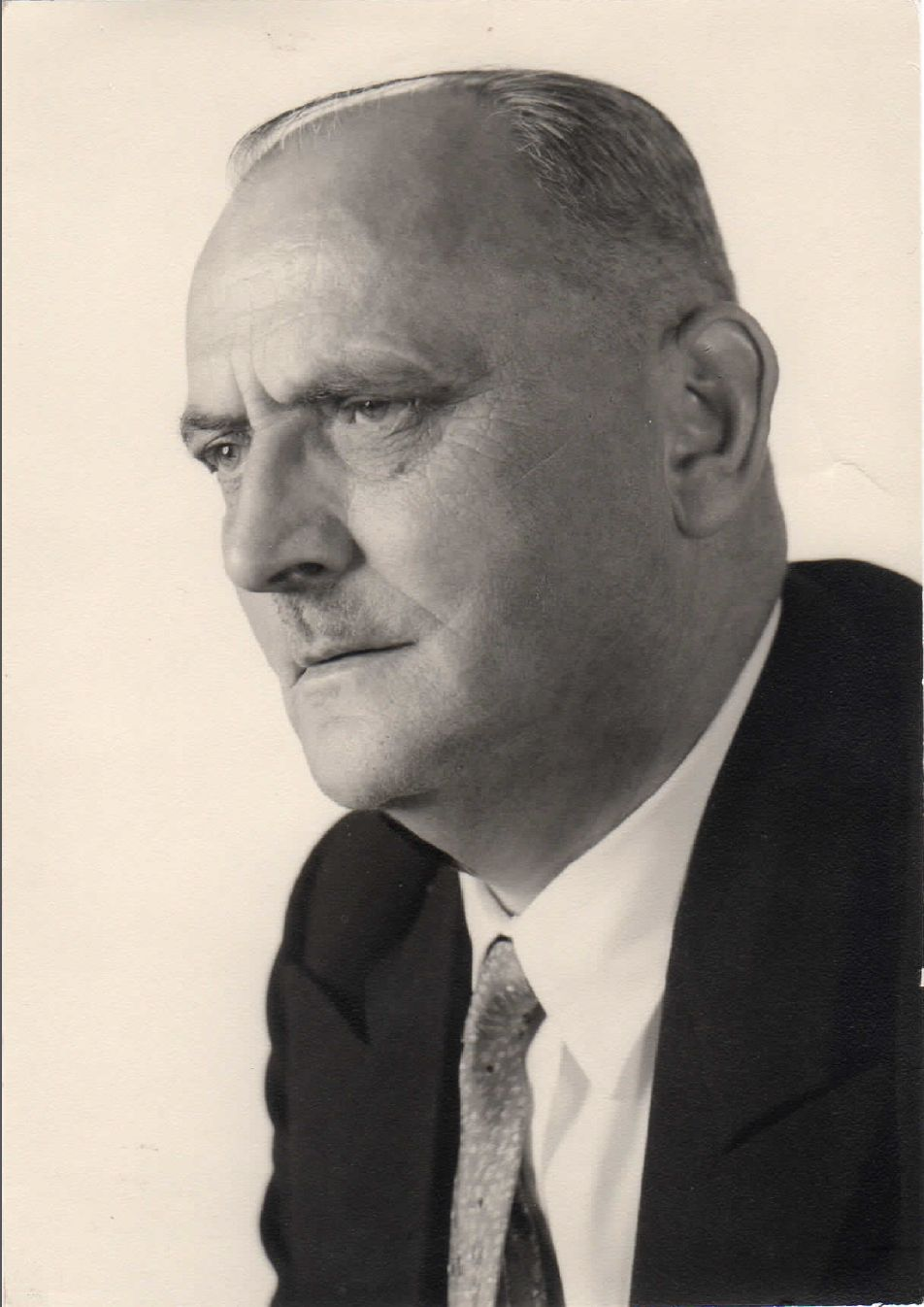
Heinrich Weiss (1963)

Heinrich Weiss (auch Weiß; * 2. August 1893 in Sindlingen; † 5. November 1966 in Frankfurt-Höchst) war ein deutscher Gewerkschafter, Politiker (SPD) und Unternehmer.
Weiss gehörte der Verfassungsberatenden Landesversammlung an und war von 1946 bis 1966 Abgeordneter des Hessischen Landtags sowie mehrmaliges Mitglied der Bundesversammlung. Bereits 1928 Abgeordneter des Kreistages des neugebildeten Main-Taunus-Kreises, gehörte er auch nach dem Zweiten Weltkrieg lange den politischen Kreisorganen und der Stadtverordnetenversammlung von Hofheim am Taunus an, sodass ihn viele als „Vater des Kreises“ bezeichneten.

## Berufliche und unternehmerische Tätigkeit
Heinrich Weiss besuchte die Volks- und Berufsschule in Sindlingen. Danach absolvierte er eine Mechanikerlehre und war in verschiedenen Betrieben tätig. 1907 trat er als 14-Jähriger in den Deutschen Metallarbeiter-Verband ein. In der Abendschule bildete er sich im Maschinenbau weiter.
Von 1913 bis 1918 leistete er Kriegsdienst und wurde im Ersten Weltkrieg schwer verwundet. Nach seiner Gesundung arbeitete Weiss bei der Krupp AG in Essen und wechselte nach Kriegsende zum Reichsbahnausbesserungswerk Nied. 1919 wurde Weiss dort Mitglied des Betriebsrates und 1923 schließlich Betriebsratsvorsitzender. Ab 1926 war er Vorsitzender des Bezirksbetriebsrats der Reichsbahndirektion Frankfurt, Kassel und Darmstadt. 1927 wurde er Mitglied im Einheitsverband der Eisenbahner Deutschlands und war dort ab 1930 Gewerkschaftsangestellter.
Nach der Machtergreifung der Nationalsozialisten und der Auflösung der Gewerkschaften wurde Weiss entlassen und arbeitslos. Im September 1933 gründete er in Marxheim (Taunus) ein Geschäft für Fahrräder und Haushaltswaren. Sein Wohnhaus in der Klarastraße 3 in Marxheim stellte er von 1934 bis 1942 katholischen Ordensschwestern zu Wohnzwecken zur Verfügung.
Nach dem Zweiten Weltkrieg erhielt Weiss 1946 von der Adam Opel AG einen Vertrag für den Verkauf und die Reparatur von Kraftfahrzeugen. Auch Waschmaschinen wurden verkauft und repariert. Fehlende Teile fertigte Weiss selbst an. Den Landwirten schmiedete er Pflugscharen und fertigte Eggen und anderes Gerät, so dass die Marxheimer Felder wieder ordentlich bearbeitet werden konnten.
1947 setzte ihm die Esso AG einen kleinen Tank mit einer Pumpe, für den Verkauf von Benzin. Gleichzeitig wurde ein Liefervertrag abgeschlossen. In der ersten Zeit soll er ein 50-Liter-Fass auf einen Bollerwagen gepackt und betankt haben, um das Benzin zu den vier Personen zu bringen, die in Marxheim ein Auto besaßen. Es wurde eine Scheune ausgebaut, um die Autos und Motorräder zu reparieren und die Tankstelle wurde vergrößert. Um Lehrlinge ausbilden zu können, bereitete er sich in der Abendschule auf seine Meisterprüfung vor. Nach bestandener Prüfung zum Meister für das Kraftfahrzeug- und Tankstellengewerbe, gründete er 1948 in der Marxheimer Bahnstraße eine Reparaturwerkstatt für Fahr- und Motorräder mit angeschlossener Esso-Straßentankstelle. Hierfür wurde die Werkstatt erweitert und die Scheune abgerissen, um ein massives Werkstattgebäude zu errichten. Nachdem der Betrieb in Marxheim keinen ausreichenden Platz mehr bot, wurde 1964 auf einem 10.000 m² großen Grundstück im Nachbarort Kriftel der Grundstein für ein neues Opel-Autohaus gelegt und 1966 der Betrieb dorthin verlegt.
1951 eröffnete Weiss in Zusammenarbeit mit der Esso AG an der damaligen Bundesstraße 40 den „Autohafen Main-Taunus“, die heutige Autobahnraststätte der Bundesautobahn 66 zwischen den Anschlussstellen Weilbach und Hattersheim am Main. 1956 wurde auf Initiative von Weiss die Esso-Tankstelle „Taunusblick“ in der Hofheimer Elisabethenstraße eröffnet.

## Politische Tätigkeit und Verfolgung
Bereits zu Beginn des Ersten Weltkrieges trat Weiss 1914 in die SPD ein. Für diese war er seit 1918 kommunalpolitisch tätig und wurde 1919 ehrenamtlicher Beigeordneter der damals noch selbstständigen Gemeinde Marxheim (Taunus). Von 1928 bis 1929 und von 1931 bis zur Auflösung durch die Nationalsozialisten 1933 war er daneben Kreistagsabgeordneter des Main-Taunus-Kreises.
Als Sozialdemokrat und Gewerkschafter stand er unter ständiger Beobachtung der Gestapo und wurde mehrfach für vier bis sechs Wochen in „Schutzhaft“ genommen. Nämlich im Mai/Juni 1933, im August/September 1940, im August/September 1943 und zuletzt infolge des Attentats vom 20. Juli 1944 während der „Aktion Gitter“ am 22. August 1944. Dass er am 4. September 1944 entlassen wurde und nicht in ein Konzentrationslager kam, verdankte er wahrscheinlich dem Umstand, dass sein einziger Sohn kurz zuvor an der Ostfront gefallen war.
Nach dem Zweiten Weltkrieg wurde er 1945 durch die amerikanische Militärregierung als Erster Kreisbeigeordneter und damit Stellvertreter von Landrat Walter Weber eingesetzt. Nach der 1. Kommunalwahlen in Hessen 1946 war er bis zu seinem Tod Kreistagsabgeordneter und Stadtverordneter in Hofheim am Taunus sowie Vorstandsmitglied des SPD-Unterbezirkes.
Am 1. Dezember 1946 wurde Weiss direkt gewählter Wahlkreisabgeordneter im hessischen Landtag. In der 1. Legislaturperiode des Landtags (1946–1950) war er Vorsitzender des Parlamentarischen Ausschusses für Wiedergutmachung. Weiss war Mitglied der 2., 3. und 4. Bundesversammlung zur Wahl des deutschen Bundespräsidenten 1954, 1959 und 1964.
Nach beinahe fünf Legislaturperioden legte Weiss im August 1966 sein Abgeordnetenmandat aus gesundheitlichen Gründen nieder. Er verstarb am 5. November 1966 im Alter von 73 Jahren nach einer Operation in den Städtischen Kliniken Frankfurt-Höchst.

## Weitere Mitgliedschaften
- Mitglied des Rundfunkrates des Hessischen Rundfunks (1950–1965)
- Mitglied des Verwaltungsrates der Nassauischen Sparkasse

## Ehrungen
Am 20. März 1959 wurde Weiss für besondere und große Hilfe für die Allgemeinheit und viele einzelne von Leid getroffene Bürger mit dem Großen Verdienstkreuz des Verdienstordens der Bundesrepublik Deutschland ausgezeichnet. Unabhängig von religiöser und politischer Gesinnung soll er jedem geholfen haben, der unter Unrecht zu leiden hatte.
Willy Brandt persönlich ehrte ihn 1964 für 50 Jahre SPD-Parteimitgliedschaft und seine Verdienste für die Partei.
Im Jahr 1983 wurde ihm zu Ehren in Hofheim am Taunus die Verlängerung der Bahnstraße in Heinrich-Weiss-Straße umbenannt.